# Новощербиновская
Новощербино́вская — станица в Щербиновском районе Краснодарского края. Образует Новощербиновское сельское поселение, являясь его административным центром.
В просторечии название станицы произносится как Новощербыновка или Новощербиновка.

## География
Станица Новощербиновская расположена на правом берегу степной речки Ясени, в 15 км к югу от районного центра — Старощербиновская, где расположена ближайшая железнодорожная станция.

## История
В 1821 году новое поселение основали казаки, отделившиеся от куреня Щербиновский (современная станица Старощербиновская). С 1830 года — станица Новощербиновская.
Станица Новощербиновская входила в Ейский отдел Кубанской области. До гражданской войны население станицы составляло около 18 тысяч жителей.

## Население
| 1939  | 1959  | 1979  | 2002  | 2010  | 2012  | 2013  |
| ----- | ----- | ----- | ----- | ----- | ----- | ----- |
| 7037  | ↗7112 | ↘6795 | ↘6333 | ↘6190 | ↘6133 | ↘6091 |
| 2014  | 2015  | 2016  | 2017  | 2018  | 2019  | 2020  |
| ↘6037 | ↘6002 | ↗6025 | ↘5985 | ↘5946 | ↘5900 | ↘5895 |
| 2021  | 2023  |       |       |       |       |       |
| ↘5356 | ↘5264 |       |       |       |       |       |

Большинство населения — русские (97,2% в 2002 году).

## Экономика
Почва чернозёмная, месторождения красной глины.
- Животноводство: свиньи, крупный рогатый скот.
- Растениеводство: озимая пшеница, ячмень, подсолнечник, кукуруза, картофель (приусадебные хозяйства).

## Социальная сфера
Водовод от станицы Ленинградской (с 1980-х годов), газопровод (с 2001 года).
Имеется больница, две школы, три детских сада, АТС на 1500 номеров, дом культуры.

## Известные жители
- Малышев, Юрий Михайлович (1931—2015) — учёный-экономист, педагог. Доктор экономических наук, профессор, заслуженный деятель науки РСФСР и БАССР.
- Скрипников, Даниил Прокофьевич  (1890 — 1941) — советский военачальник, комбриг, Полный Георгиевский кавалер.
- Киричёк, Пётр Николаевич (1948) — учёный-социолог, педагог. Доктор социологических наук, профессор, заслуженный работник культуры РМ.
- Костенко, Василий Дементьевич (1909 — 1982) — стахановец, участник Великой Отечественной войны, кавалер ордена Красной Звезды, депутат Верховного Совета РСФСР I и II созыва.